# Rhinorex condrupus
Rhinorex condrupus — птахотазовий динозавр родини гадрозаврових (Hadrosauridae), що існував у кінці крейдового періоду (75 млн років тому) в Північній Америці.

## Скам'янілості
Викопні рештки динозавра знайдено у відкладеннях формації Неслен у центральній частині штату Юта. Голотипний екземпляр BYU 13258 складається з часткового, але переважно зчленованого скелета, який включає череп, хребетний стовп і частковий таз.